# The Early Singles
The Early Singles – album zespołu Pink Floyd, wydany 24 listopada 1992 r. Utwory zawarte na płycie zostały nagrane między 1967, a 1968 rokiem. Album jest dostępny tylko w boksie - Shine On.

## Charakterystyka albumu
Album zawiera dziesięć pierwszych utworów singlowych zespołu, z czego tylko jeden, "Scarecrow" znalazł się na regularnym albumie - "The Piper at the Gates of Dawn". Utwory są poukładane chronologicznie, co daje możliwość wgłębienia się w rozwój zespołu Pink Floyd. Utwory te (plus dwa inne) wydano wcześniej na płycie winylowej The Best of the Pink Floyd, ale dostępnej tylko w Holandii i nie wznawianej na CD.

## Lista utworów
1. "Arnold Layne" (Barrett) – 2:57
2. "Candy and a Currant Bun" (Barrett) – 2:47
3. "See Emily Play" (Barrett) – 2:54
4. "Scarecrow" (Barrett) – 2:10
5. "Apples And Oranges" (Barrett)– 3:08
6. "Paintbox" (Wright) – 3:47
7. "It Would Be So Nice" (Wright) – 3:46
8. "Julia Dream" (Waters) – 2:35
9. "Point Me At The Sky" (Waters /Gilmour)– 3:35
10. "Careful with That Axe, Eugene" (Waters/Gilmour/Wright/Mason) – 5:44

## Twórcy
1. Syd Barrett - śpiew, gitara akustyczna, gitara elektryczna
2. David Gilmour - śpiew, gitara akustyczna, gitara elektryczna
3. Nick Mason - perkusja
4. Roger Waters - śpiew, gitara basowa
5. Richard Wright - śpiew, instrumenty klawiszowe